# رنه لانگ
رنه لانگ (انگلیسی: René Lange؛ زادهٔ ۲۲ نوامبر ۱۹۸۸) بازیکن فوتبال اهل آلمان است.
از باشگاه‌هایی که در آن بازی کرده‌است می‌توان به باشگاه فوتبال هانزا روستوک، باشگاه فوتبال تسویکاو، و باشگاه فوتبال ماگدبورگ ۱ اشاره کرد.